# 회색배산악쥐
회색배산악쥐(Limnomys bryophilus)는 쥐과에 속하는 설치류의 일종이다. 필리핀에서만 발견되며, 민다나오섬의 키탕라드 산맥 고산 지대에서 흔하게 븐포한다. 서식지는 해발 고도 약 2,250m부터 최대 약 2,800m까지의 이끼가 풍부한 산지 운무림이다. 야행성 동물이고, 먹이는 절지동물과 지렁이, 과일, 씨앗 등이다.